# Granja do Torto

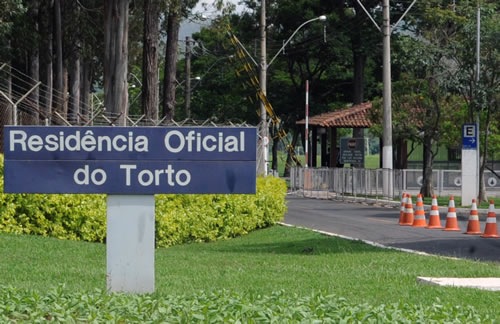
Zufahrt zum Gelände

Die Granja do Torto (offiziell Residência Oficial de Torto) ist neben dem Palácio da Alvorada eine der offiziellen Residenzen des Präsidenten Brasiliens.
Der Name hat seinen Ursprung in der Fazenda do Riacho Torto in Brasília, auf dessen Gebiet sich die Granja do Torto befindet. Das Gelände schließt sich unmittelbar an den Nationalpark Brasília an, ist jedoch auch über die Eixo Rodovíario Norte (DF-2) direkt mit dem Regierungsviertel verbunden. Die erste Bewohnerin der Granja do Torto war Íris Meinberg (1908–1973), eine der Direktorinnen der Companhia Urbanizadora da Nova Capital (Novacap), der öffentlichen Anstalt, die für die Planung und den Bau der neuen Hauptstadt verantwortlich war.
Novacap hatte bestimmt, dass ihre vier Direktoren in Anlagen wohnen sollten, die für die Versorgung des Bundesdistrikts bestimmt waren. Nach der Einweihung Brasílias sollten die Residenzen der Regierung zur Verfügung gestellt werden, so wurde die Granja do Torto zu einer der Residenzen des Präsidenten.
Auf dem Gelände der Granja do Torto befindet sich eine Geflügelfarm die errichtet wurde, um Brasília mit Eiern und Geflügelfleisch zu versorgen.
Aufgrund ihres ländlichen Charakters wird die Granja do Torto von den meisten Präsidenten als Landsitz genutzt, der Präsident João Figueiredo nutzte sie jedoch als Hauptresidenz, wofür eigentlich der Palácio da Alvorada gedacht ist.